# Alejandro Fernández
Alejandro Fernández (24. travnja 1971., Guadalajara, Jalisco, Meksiko) je meksički pjevač dobitnik latinskog Grammyja. Interpretirao je pjesme raznih žanrova, većinom pjeva tradicionalnu meksičku narodnu glazbu kao što je ranchera, mariachi, pop latino do romantičnih balada.
Prozvan je "El Potrillo" (Hladni) od strane medija i slušatelja, prodao je preko 20 milijuna albuma širom svijeta. Alejandro je sin legendarnog pjevača Ranchera Vicente Fernándeza. 
Pjeva naslovnu pjesmu telenovele Odavde do vječnosti (telenovela) Mañana es para siempre.
Pjevao je u duetima sa svjetski poznatim umjetnicima kao što su: Plácido Domingo, Marc Anthony, José Carreras, Chayanne, Amaia Montero, Joan Sebastian, Gloria Estefan, Malú, Julio Iglesias, Patricia Kaas, Miguel Bosé, Mario Frangoulis, Ednita Nazario, Yuri, Franco De Vita, Diego El Cigala, Nelly Furtado i Beyoncé Knowles.

## Diskografija
- 1992.:  Alejandro Fernandez
- 1993.:  Piel De Niña
- 1994. : Grandes Exitos A La Manera De Alejandro Fernandez
- 1995. :  Que Seas Muy Feliz
- 1996. :  Muy Dentro de Mi Corazon
- 1997. :  Me Estoy Enamorando
- 1999. :  Mi Verdad
- 1999. :  Christmas in Vienna VI
- 2000. :  Entre tus brazos
- 2001. :  Orígenes
- 2002. :  Un Canto De México
- 2003. :  Niña Amada Mía
- 2003. :  En Vivo: Juntos Por Ultima Vez
- 2004. :  Zapata: El sueño del héroe (soundtrack)
- 2004. :  A Corazón Abierto (album)
- 2005. :  México – Madrid: En Directo Y Sin Escalas
- 2007. :  Viento A Favor
- 2007. :  15 Años de Éxitos
- 2008. :  De Noche: Clásicos A Mi Manera
- 2009.:  Dos mundos: Evolución / Dos mundos: Tradición

## Vanjske poveznice
- Službena internet stranica